# Andrevaldo de Jesus Santos
Andrevaldo de Jesus Santos, meglio noto come Valdo (Aracaju, 10 febbraio 1992), è un calciatore brasiliano, difensore del Confiança.

## Caratteristiche tecniche
È un difensore centrale.

## Carriera
Cresciuto nelle giovanili del Confiança, ha esordito in prima squadra il 20 gennaio 2013 in occasione del match di Copa do Nordeste vinto 3-0 contro il Fortaleza.

## Palmarès

### Club

#### Competizioni statali
- Campionato Sergipano: 2

Confiança: 2014, 2015
- Campionato Cearense: 2

Ceará: 2017, 2018